# Żupania brodzko-posawska
Żupania brodzko-posawska (chorw. Brodsko-posavska županija) – komitat w Chorwacji, w południowej Slawonii, ze stolicą w Slavonskim Brodzie. W 2011 roku liczył 158 575 mieszkańców.

## Podział administracyjny
Żupania brodzko-posawska jest podzielona na następujące jednostki administracyjne:

- miasto Slavonski Brod
- miasto Nova Gradiška
- gmina Bebrina
- gmina Brodski Stupnik
- gmina Bukovlje
- gmina Cernik
- gmina Davor
- gmina Donji Andrijevci
- gmina Dragalić
- gmina Garčin
- gmina Gornja Vrba
- gmina Gornji Bogićevci
- gmina Gundinci
- gmina Klakar
- gmina Nova Kapela
- gmina Okučani
- gmina Oprisavci
- gmina Oriovac
- gmina Podcrkavlje
- gmina Rešetari
- gmina Sibinj
- gmina Sikirevci
- gmina Slavonski Šamac
- gmina Stara Gradiška
- gmina Staro Petrovo Selo
- gmina Velika Kopanica
- gmina Vrbje
- gmina Vrpolje